# Белски окръг (Силезко войводство)
Белски окръг (на полски: Powiat bielski) е окръг в Силезко войводство, Южна Полша. Заема площ от 458,64 km2. Административен център е Белско-Бяла.

## География
Окръгът се намира в историческите области Малополша и Чешинска Силезия. Разположен е в югоизточната част на войводството.

## Население
Населението на окръга възлиза на 158 209 души (2012 г.). Гъстотата е 345 души/km2.

## Административно деление
Административно окръгът е разделен на 10 общини (гмини).
Градска община:
- Шчирк

Градско-селски общини:
- Община Чеховице-Джеджице
- Община Вилямовице

Селски общини:
- Община Бествина
- Община Бучковице
- Община Яшеница
- Община Явоже
- Община Кози
- Община Поромбка
- Община Вилковице

## Фотогалерия
- Шчирк
- Чеховице-Джеджице
- Вилямовице